# Roman Golovčenko
Roman Golovčenko (rusky: Роман Александрович Головченко, bělorusky: Раман Аляксандравіч Галоўчэнка, Raman Aliaksandravič Haloŭčenka, *10. srpna 1973) je běloruský politik, bývalý velvyslanec v zemích Arabského poloostrova. Od 4. června 2020 je předsedou vlády Běloruska.